# Аткинс, Хамфри
Хамфри Эдвард Грегори Аткинс, барон Колнбрук (англ. Humphrey Edward Gregory Atkins, Baron Colnbrook, 12 августа 1922, Чалфонт-Сент-Питер, графство Бакингемшир, Великобритания — 4 октября 1996, Уолтем Сент-Лоуренс, графство Беркшир, Великобритания) — британский государственный деятель, министр по делам Северной Ирландии Великобритании (1979—1981).

## Биография
Окончив Веллингтонский колледж в Беркшире, в 1940 г. поступил Королевский военно-морской флот, где прослужил до 1948 г. Работал на линолеумном заводе, а затем стал директором агентства финансовых услуг.
С 1955 по 1970 г. представлял в Палате общин Консервативную партию от избирательного округа Мертон и Морден, а с 1970 по 1987 г. — от округа Спелторн.
- 1967—1970 гг. — парламентский организатор консерваторов в Палате общин,
- 1970—1973 гг. — казначей королевского двора,
- 1973—1974 гг. — парламентский секретарь Казначейства,
- 1973—1979 гг. — главный парламентский организатор консерваторов в Палате общин,
- 1979—1981 гг. — министр по делам Северной Ирландии. На период его пребывания в должности пришлась Ирландская голодовка 1981 года, смерть активиста Бобби Сэндс он прокомментировал следующим образом: «Если г-н Сэндс придерживается своего плана самоубийства, это его выбор»,
- 1981—1982 гг. — лорд-хранитель Малой печати. На этом посту он также был представителем правительственной фракции в Палате общин по иностранным делам и делам Содружества Наций. После аргентинского вторжения на Фолклендские острова (1982) вместе с лордом Карингтоном взял на себя ответственность за ошибки во внешней политике, что означало конец его правительственной карьеры.

В 1983 г. считался фаворитом премьер-министра Тэтчер в качестве преемника Джорджа Томаса в качестве спикера Палаты общин. Однако выбор премьера остановился на кандидатуре Бернарда Уэтерилла. Аткинс же был возведён в рыцарское достоинство и награжден командорской степенью ордена Святых Михаила и Георгия.
После ухода из Палаты общин в октябре 1987 г. королевой Елизаветой II ему был пожалован титул барона Колнбрука и пожизненное пэрство с членством в Палате лордов.
Его дочь стала первой супругой John Keay: их дочь, внучка Х. Аткинса — Анна Ки.